# Procesamiento electrónico de datos
Procesamiento electrónico de datos  (PED) se refiere a la utilización de métodos automatizados para procesar los datos comerciales. Típicamente, su uso es relativamente simple, actividades repetitivas para procesar grandes volúmenes de información similar. Por ejemplo: almacenar actualizaciones aplicadas a un inventario, transacciones bancarias aplicadas a cuentas y a archivos maestros de clientes, transacciones de reserva y venta de boletos del sistema de reservas de una compañía aérea , la facturación de los servicios públicos. El término "electrónico" o "automático" es usado junto a "procesamiento de datos" (PD), desde 1960, para diferenciar el procesamiento de datos hecho por una persona del que está hecho por una computadora.

## Historia

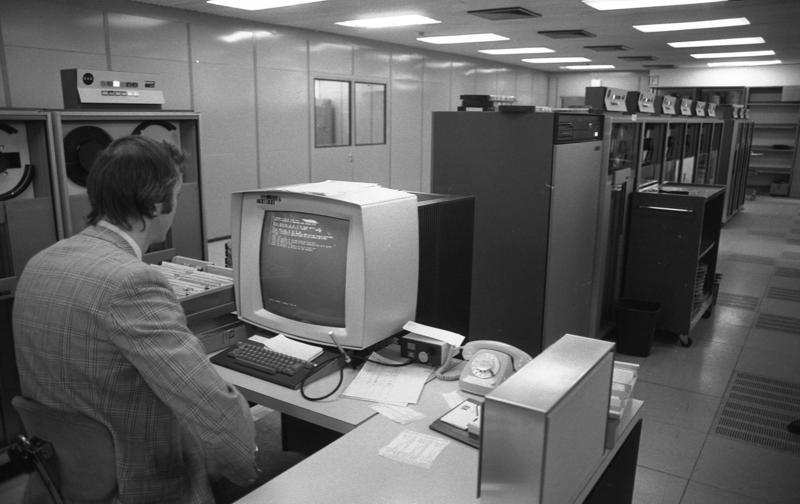
Procesamiento electrónico de datos en la fábrica Wolfsburg de Volkswagen, 1973

La primera computadora de negocios comerciales fue desarrollada en el Reino Unido en 1951, por la Compañía J. Lion.  Esta fue conocida como  'Lyons Electronic Office'  o LEO para abreviar.  Fue desarrollado aún más y se utiliza ampliamente en la década de 1960 y principios de 1970. (Joe Lyons formó una compañía independiente para el desarrollo de las computadoras LEO y este posteriormente se fusionó para formar el English Electric Leo Marconi y luego Internacional Computers Ltd.)
Para finales de la década de 1950, los fabricantes de tarjetas perforadas, Hollerith, Power- Samas, IBM y otros, también promovieron una serie de ordenadores[2]. Los primeros sistemas comerciales fueron instalados exclusivamente por las grandes organizaciones. Estas pueden darse el lujo de invertir el tiempo y el capital necesarios para la compra de hardware, contratar el personal especializado para el desarrollo de software a medida y el trabajo consecuente (y muchas veces inesperado) a cambios organizativos y culturales.
Al principio, las distintas organizaciones desarrollaron su propio software, incluidos los servicios públicos de gestión de datos, por sí mismas. Diferentes productos también pueden tener software a su medida. Este enfoque fragmentado ha dado lugar a la duplicación de esfuerzos y la producción de información de gestión que requiera un esfuerzo manual. 
Los altos costos de hardware y velocidades de procesamiento relativamente lentas obligaron a los desarrolladores utilizar los recursos de manera 'eficiente'. Formatos de almacenamiento de datos que se compactan en gran medida , por ejemplo.
La entrada de datos requería el procesamiento intermedio a través de cinta de papel perforado o tarjeta perforada y la entrada independiente para una tarea intensiva de trabajo repetitivo, alejado de control de usuario y propenso a errores. Datos no válidos o incorrectos necesitaban corrección y reenvío con consecuencias para los datos y conciliación de cuentas.
El almacenamiento de datos era estrictamente en cinta de papel, y luego en cinta magnética: el uso de almacenamiento de datos en la memoria fácilmente accesible no era rentable. Acontecimientos importantes tuvieron lugar en 1959 cuando IBM anunciara la computadora 1401 y en 1962 con las ICT (International Computers & Tabulators) haciendo entrega del 1301. Como todas las máquinas durante este tiempo el procesador central junto con los periféricos - cubiertas de cintas magnéticas, discos, impresoras de la tarjeta y del papel de entrada y salida requieren un espacio considerable especialmente construido con aire acondicionado. A menudo, las partes de la instalación de tarjetas perforadas, en particular, clasificadores, fueron retenidos por presentar la entrada de la tarjeta a la computadora en una forma pre-ordenar que reduce el tiempo de procesamiento necesario para clasificar grandes cantidades de datos.
Instalaciones de procesamiento de datos se pusieron a disposición en forma de la Computer Services Bureau (Oficina de Servicios Informáticos). Estas ofrecían servicios de tramitación de las solicitudes específicas, por ejemplo nómina, y eran a menudo un preludio a la compra por los clientes de su propia computadora. Las organizaciones utilizan estas instalaciones para la elaboración de proyectos a la espera de la llegada de su propia máquina.
Estas máquinas iniciales fueron entregadas a los clientes con un software limitado. El personal de diseño se dividió en dos grupos: los Analistas de sistemas, que producían las especificaciones los de sistemas y los Programadores, que traducen la especificación a lenguaje de máquina.
La literatura de computadoras y PED era escasa y esparcida en artículos que aparecían en las publicaciones de contabilidad y material suministrado por los fabricantes de equipos. El primer número de la revista The Computer Journal publicado por la British Computer Society apareció a mediados de 1958. El Órgano de Contabilidad Reino Unido ahora llamado Asociación de Contadores Públicos Colegiados formó un comité de procesamiento electrónico de datos en julio de 1958 con el fin de informar a sus miembros de las oportunidades creadas por la computadora. El Comité presentó su primer libro en 1959, Introduction to Electronic Computers (Introducción a las computadoras electrónicas). También en 1958, el Instituto de Contadores Colegiados de Inglaterra y Gales elaboró un documento de contabilidad por medios electrónicos. Las notas indicaban de lo que era capaz y las posibles consecuencias de utilizar un ordenador.
Organizaciones progresistas trataron de ir más allá de la transferencia directa de los sistemas de equipos de tarjetas perforadas y máquinas de contabilidad a la computadora, del productor de cuentas a la etapa de balance de comprobación y los sistemas integrados de gestión de la información. Nuevos procedimientos rediseñaron la forma en que el papel fluía, cambiaron las estructuras de organización, se pidió un replanteamiento de la forma en que la información fue presentada a la gestión y se desafiaron los principios de control interno adoptadas por los diseñadores de los sistemas de contabilidad [3]. Sin embargo, la plena efectividad de estos beneficios tuvo que esperar la llegada de la próxima generación de computadoras.

## Hoy
Al igual que con otros procesos industriales comerciales que se han movido en todos los aspectos a una medida personalizada, la industria basada en la artesanía, donde el producto es ajustado a los clientes , los componentes de usos múltiples tomados fuera de la plataforma para encontrar el ajuste óptimo en cualquier situación . La producción en masa ha reducido en gran medida los costos y está disponible incluso para la empresa más pequeña.
LEO fue un hardware a medida para un solo cliente. Hoy, Intel Pentium y circuitos compatibles son estándar y se convierten en piezas de otros componentes que se combinan según sea necesario. Uno de los cambios individuales era la liberación de los ordenadores y de almacenamiento extraíble de ambientes protegidos. Microsoft e IBM en varias ocasiones han sido lo suficientemente influyentes como para imponer el orden y las estandarizaciones resultantes han permitido un software especializado.
El software está disponible fuera de la plataforma y de los productos de Microsoft como Office o Lotus, también hay paquetes especializados para la nómina y gestión de personal, mantenimiento de cuentas y gestión de clientes, por nombrar algunos. Estos son componentes altamente especializados y complejos de entornos más grandes, pero se basan en convenciones e interfaces comunes.
El almacenamiento de datos está también estandarizado. Bases de datos relacionales son desarrolladas por diferentes proveedores a los formatos y convenciones comunes. Formatos de archivos más comunes pueden ser compartidos por grandes principales plazos y de sobremesa ordenadores personales, lo que permite en línea, de entrada en tiempo real y la validación.
Al mismo tiempo, el desarrollo de software se ha fragmentado. Todavía hay técnicos especializados, pero estos cada vez utilizan más las metodologías estandarizadas donde los resultados son predecibles y accesibles. En el otro extremo de la escala, cualquier administrador de la oficina puede incursionar en hojas de cálculo o bases de datos y obtener resultados aceptables (pero hay riesgos). Un software especializado es un software que está escrito para una tarea específica en lugar de un campo de aplicación más amplio. Estos programas proporcionan instalaciones específicamente para el propósito para el que fueron diseñados.